# Лудолф фон Алвенслебен
Лудолф фон Алвенслебен (на немски: Ludolf von Alvensleben; * 1510; † 1562) е благородник от род „фон Алвенслебен“.

## Произход
Той е син на рицар Лудолф фон Алвенслебен († 24 юни 1530) и съпругата му Анна Молтке († сл. 1522). Внук е на станалия през 1464 г. рицар и главен маршал на Бранденбург Бусо VII фон Алвенслебен († ок. 1495) и Мете фон Алтен. Сестра му Анна фон Алвенслебен се омъжва за Кристоф фон дер Шуленбург, а сестра му Маргарета фон Алвенслебен се омъжва за Тьонис фон Алтен.

## Фамилия
Първи брак: с Гьодел фон Бюлов, дъщеря на Клеменс фон Бюлов († пр. 1537) и Анна фон Малтцан. Те имат децата:
- Лудолф I фон Алвенслебен, женен за Анна фон дер Шуленбург (1552 – 1604), дъщеря на Левин I фон дер Шуленбург (1510 – 1569)
- Клеменс
- Анна († 26 декември 1584), омъжена I. за Хайнрих фон дер Асебург (* 1532; † 9 април 1573), II. 1573 г. за Дитрих X фон дер Шуленбург (* 1546; † 12 март 1598)
- Армгард, омъжена за Георг фон Бисмарк
- дъщеря

Втори брак: с Мария фон Велтхайм. Бракът е бездетен.